# Kuo Hsing-Chun
Kuo Hsing-chun (født 26. november 1993) er en taiwansk vægtløfter, der konkurrerer i 58 kg-kategorien. Hun repræsenterede Kinesisk Taipei under sommer-OL 2012 i London, hvor hun kom på en 8. plads.
Under sommer-OL 2020 i Tokyo, som blev afholdt i 2021, vandt hun guld.